# Амінал

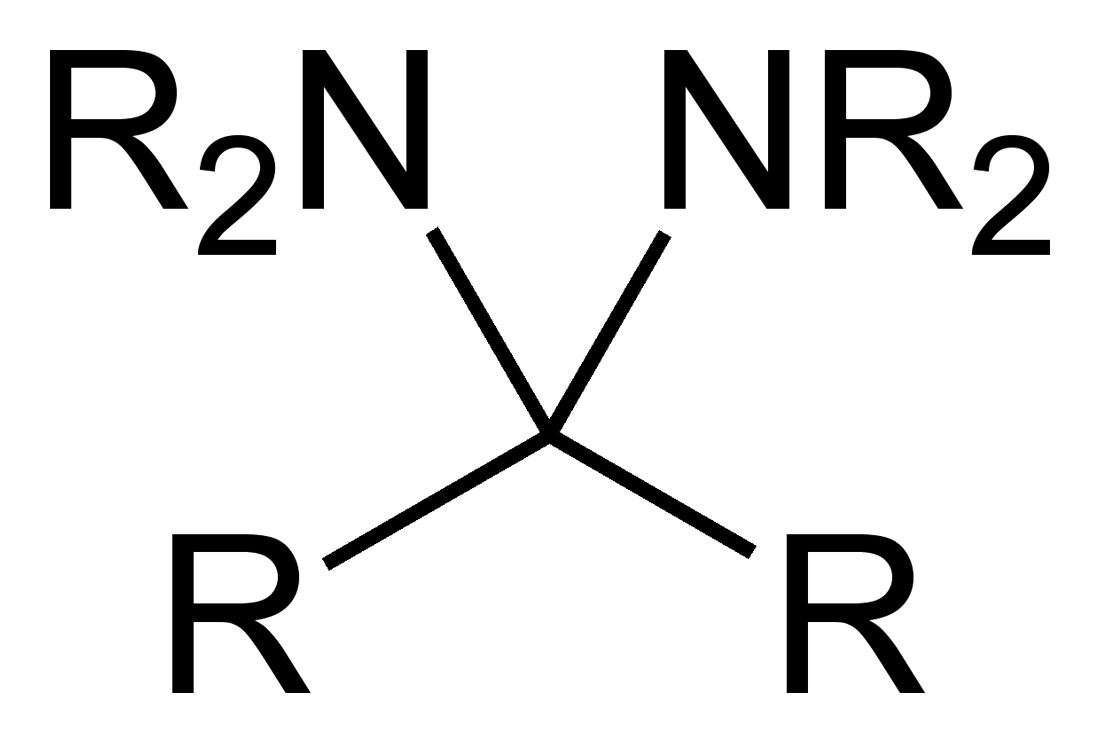
Загальна будова аміналів

Амінал (аміноацеталь) — це функціональна група або тип органічної сполуки, яка має дві аміногрупи, приєднані до одного атома вуглецю:  {\displaystyle {\ce {C(NR2)(NR2)}}} (R може означати водень або алкільну групу).
Поширеним аміналом є біс(диметиламіно)метан — безбарвна рідина, яку отримують реакцією диметиламіну та формальдегіду:
{\displaystyle {\ce {2(CH3)2NH + CH2O -> [(CH3)2N]2CH2 + H2O}}}
Амінали зустрічаються, наприклад, у синтезі індолу Фішера. У природі існує кілька прикладів:

Фізостигмін, високотоксичний інгібітор холінестерази, знайдений у бобах Physostigma venenosum
Ходжкінзин, алкалоїд з противірусною, антибактеріальною та протигрибковою дією
5,10-метилентетрагідрофолат, проміжний продукт одновуглецевого метаболізму

Гексагідро-1,3,5-тріазин {\displaystyle {\ce {(CH2NH)3}}}, проміжний продукт конденсації формальдегіду та аміаку, має тенденцію розкладатися до гексаметилентетрааміну .
Циклічні амінали можуть бути отримані конденсацією діаміну та альдегіду. Імідазолідини є одним із класів цих циклічних аміналів.